# Heiligenhaus
Heiligenhaus település Németországban, azon belül Észak-Rajna-Vesztfália tartományban. Lakosainak száma 26 590 fő (2023. december 31.). Heiligenhaus Velbert, Velbert-Mitte, Essen, Wülfrath, Ratingen, Ratingen-Homberg és Kettwig községekkel határos.

## Népesség
A település népességének változása:
| Lakosok száma | 29 893 | 26 132 | 26 335 | 26 367 | 26 681 | 26 590 |
|               | 1975   | 2017   | 2019   | 2021   | 2022   | 2023   |